# Quinta das Flores
Quinta das Flores é uma aldeia de São Tomé e Príncipe, localiza-se no distrito de Mé-Zóchi, ilha de São Tomé, próxima às localidades de Saudade, Bom Sucesso, São João, Nova Moca e Rodia.